# Pavel Valerjevics Durov
Pavel Valerjevics Durov (oroszul: Па́вел Вале́рьевич Ду́ров; Leningrád, 1984. október 10. –) orosz vállalkozó, Nyikolaj Durov öccse, akivel együtt indították el a  VK közösségi oldalt, majd a Telegramot, később létrehozták a Gram-kriptovalutát és a TON (Telegram Open Network) platformot, a Telegramra épülő blokkláncrendszert. A Forbes listája alapján 2024 augusztusában a világ 121. leggazdagabb embere volt nettó 15,5 milliárd dolláros vagyonával.

## Gyerekkora és tanulmányai
Pavel Durov Leningrádban született, gyerekkorát Olaszországban, Torinóban töltötte. Édesapja, Valerij Szemjonovics Durov, ókortudós, a filológiai tudományok doktora és számos tudományos munka szerzője, 1992 óta a Szentpétervári Állami Egyetem filológiai karának klasszika-filológiai tanszékvezetője.
Pavel Durov olasz nyelvű általános iskolába járt, 11 éves korában kezdte el készíteni első számítógépes játékait  – ekkor jött rá, hogy érdekli a programozás.
Oroszországba való visszatérésük után 2001-től az Akadémiai Gimnáziumban tanult Szentpéterváron. 2006-ban a Szentpétervári Állami Egyetemen diplomázott filológiából és műfordításból, de akkorra már eldöntötte, hogy „internetes totem” lesz belőle.
(Pavel Durov élete és karrierje részletesen megtalálható az orosz nyelvű The Durov Code. The True Story of VK and its Creator című, 2012-ben kiadott könyvben.)

## Életpályája

### VK
Durov, testvérével, 2006-ban indította el a VKontaktye közösségi portált, későbbi nevén VK-t, amit alapvetően a Facebook inspirált. Mire bátyjával, Nyikolajjal elkészültek a VKontaktye honlapjával, a vállalat 3 milliárd dollárt érő óriássá vált.
2011-ben összetűzésbe keveredett a szentpétervári rendőrséggel, miután a kormány hiába kérte tőlük ellenzéki politikusok oldalainak eltávolítását a korábbi vitatott választással kapcsolatban a közösségi oldalukról.
2012-ben Durov nyilvánosan posztolt egy képet, amelyen a középső ujját felfelé nyújtva volt látható; ez volt a Mail.ru-nak a Group VK megvásárlására tett vételi ajánlatára adott "hivatalos" válasza.
2013 decemberében eladta 12 százalékos VK-részesedését Ivan Tavrinnak, a vezető orosz internettársaság, a Mail.ru tulajdonosának, aki később továbbadta tulajdonrészét a Mail.ru-nak, ezzel irányító, 52%-os részesedéshez juttatva azt. Később a Mail.ru kivásárolta az összes tulajdonost, megszerezve így a VK 100 százalékos tulajdonrészét.

### Távozása a VK-tól

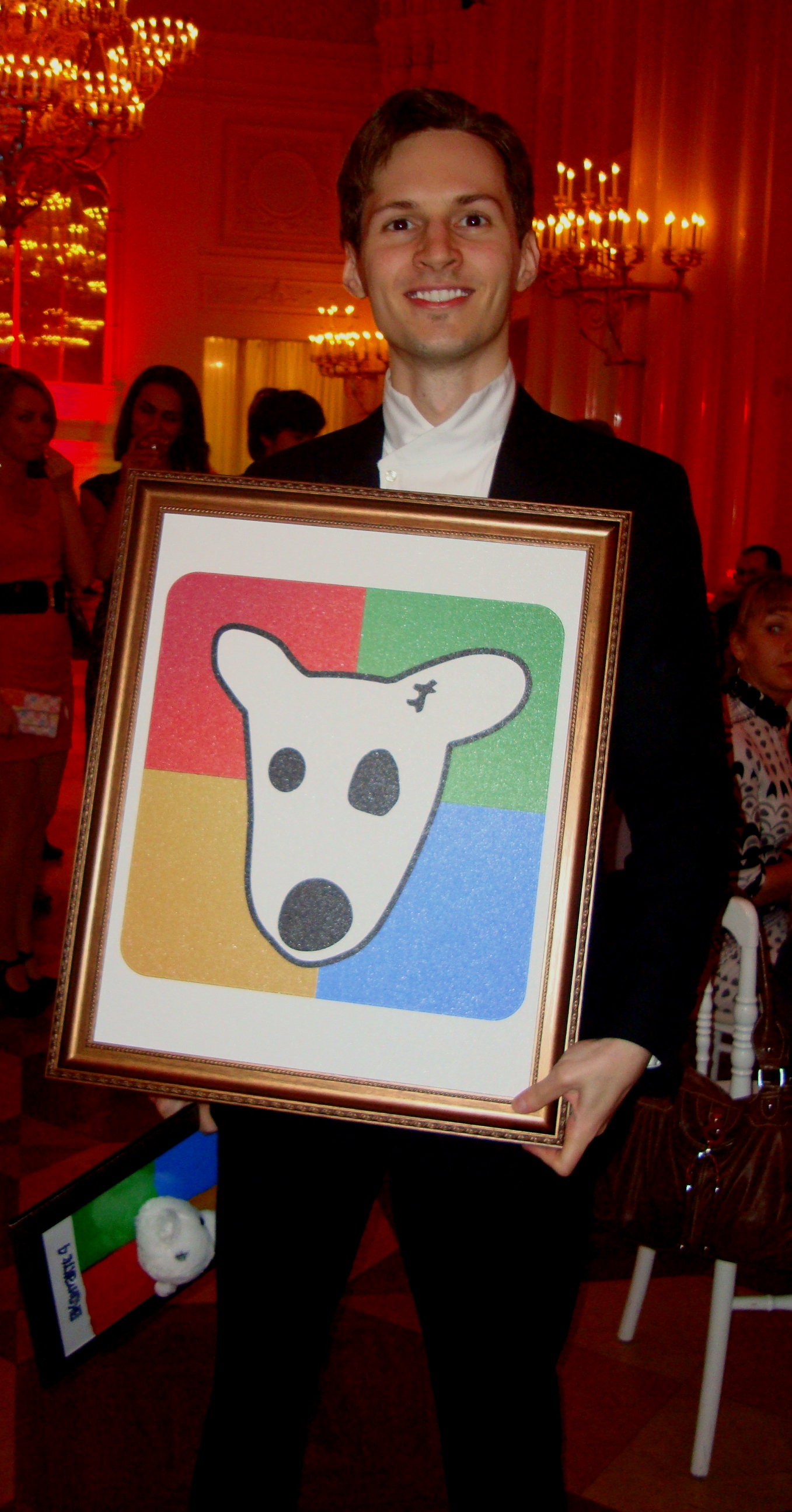
A 26 éves Pavel Durov

2014. április elsején Durov, mint a VK vezérigazgatója, beadta lemondását a társaság vezetésének, amit az elfogadott. Az időzítésnek köszönhetően az a hír terjedt el, hogy az ukrajnai orosz katonai beavatkozás miatt mondott le. Durov azonban április harmadikán bejelentette, hogy lemondása csupán április elsejei tréfa volt.
2014. április 16-án nyilvánosan visszautasította adatok átadását az ukrajnai tüntetőkről az orosz titkosszolgálatok számára, valamint egy ismert orosz ellenzéki, Alekszej Navalnij VK-oldalának blokkolását is megtagadta. Az esetet publikálta is a saját VK-oldalán, kijelentve, hogy megítélése szerint a szolgálatok kérései nem voltak jogosak, ezért nem teljesítette azokat.
Durov április 21-én távozott a VK vezérigazgatói tisztségéből. A felmentés indoklásában a cégvezetőség arra hivatkozott, hogy április elsejei felmondását nem vonta vissza. Durov bejelentette, hogy a vállalkozásukat sikeresen megszerezték az elnök, Vlagyimir Putyin szövetségesei, és ezek után elhagyja Oroszországot, mivel a környezet, szerinte, alkalmatlan az internetes vállalkozások számára.

### Gram és TON
2018-ban, a Telegram biztos pályára állítását követően, Pavel 1,7 milliárd dolláros startup tőkét gyűjtött össze befektetőktől, hogy ismét testvérével, Nyikolajjal létrehozzák a Gram-kriptovalutát és a TON (Telegram Open Network) platformot, a Telegramra épülő blokkláncrendszert. A befektetők között volt Steve Jobs özvegye, Laurene Powell Jobs is. Ezeket a vállalkozásokat azonban az Amerikai Egyesült Államok Értékpapír- és Tőzsdefelügyelete (SEC) és a szövetségi bíróságok 2019-ben leállították.

## Telegram

Telegram-logó

Durov Oroszország elhagyása után, 2013-ban megkapta a Saint Kitts és Nevis-i állampolgárságot, annak köszönhetően, hogy 250 ezer dollárt adományozott a szigetek Cukoripar Diverzifikációs Alapjának. Sikerült hazájából 300 millió dollárt kimentenie svájci bankokon keresztül. 

### A Telegram megalapítása
2013-ban ez a 300 millió dolláros pénzügyi forrás szolgált alapul  Pavel Durov újabb vállalkozásának, a Telegramnak, melynek célja a titkosított kommunikáció lehetőségének megteremtése volt, s amelyet szintén bátyjával, Nyikolajjal valósított meg. Cégük székhelye kezdetben Berlinben volt, később Dubajba költöztek.
A vállalkozás annyira sikeresnek bizonyult, hogy nyolc esztendővel később, 2021 júliusában, a Telegram 55,2 millió napi aktív felhasználóval és havonta több mint 550 millió aktív felhasználóval rendelkezett. Az Android és iOS alkalmazások közül a hetedik legtöbbet letöltött app volt, egy átlagos Telegram-felhasználó pedig napi 2,9 órát használta az alkalmazást minden hónapban.
2021-ben felvette az Egyesült Arab Emírségek állampolgárságát csakúgy, mint a francia állampolgárságot.

### Durov és a háború
A  2022-es Ukrajna elleni orosz invázió megindítását követően a Telegram lett az információáramlás elsődleges kommunikációs forrása mind az orosz, mind az ukrán oldalon. Ukrajnában az @UkraineNOW néven ismert Telegramcsatorna népszerűsége a háború előtti félmillió követőről egymillióra ugrott. Zelenszkij ukrán elnök Telegram-csatornája még népszerűség-növekedést ért el, 65 ezerről 1,3 millió fölé futott fel követői száma a háború kezdetét követően rövid időn belül. Ugyanakkor az orosz állam által támogatott RT műsorszolgáltatónak és főszerkesztőjének, Margarita Simonyannak az orosz felhasználók körében voltak rendkívül népszerű Telegram-csatornái, melyek követőinek száma szintén szignifikánsan megugrott a háború megindítását követően.
Idővel Durovot egyre többször érte az a vád, hogy a Telegram a dezinformáció, a szélsőséges ideológiák és az orosz hátterű információs hadviselés fő játékterévé vált. Ukrajnában 2024 szeptemberében az állami szervekben, a katonai alakulatoknál és a kritikus infrastrukturális létesítményekben korlátozták a Telegram használatát. Ugyanakkor a közvéleménykutatásokból ekkor is az derült ki, hogy az ukránok a Telegramot tartják a leghitelesebb információforrásnak, 47 százalékuk elsőként a Telegramot nyitja meg, ha hiteles, megbízható és ellenőrzött információkhoz szeretne jutni a hazai eseményekről.

### Letartóztatása és feltételes szabadságra bocsátása
Durovot a francia hatóságok 2024. augusztus 25-én a párizsi Le Bourget repülőtéren letartóztatták, miután március 25-én elfogatóparancsot adtak ki ellene és bátyja ellen. (Durov meglepődött, azt állította a francia rendőröknek, hogy – nem előzmények nélkül – Emmanuel Macron vacsorameghívásának készült eleget tenni.) Durov nem blöffölt a francia elnökkel való kapcsolata terén, ezt Macron sem tagadta Durov letartóztatását követően. A francia elnökkel valóban olyan kapcsolata van, amely annak elnökségének kezdeti napjaira nyúlik vissza, amikor Macron nagy erőfeszítéseket tett, hogy globális technológiai vezetőket csábítson franciaországi befektetésekre. Ennek az erőfeszítésnek a részeként 2018-ban Macron felajánlotta Durovnak a francia állampolgárságot, amit aztán 2021-ben meg is kapott.
Durov ellen hivatalosan hat vádpontban emeltek vádat, többek között avval vádolták, hogy lehetővé tette a platformján a bűncselekmények elkövetését, és megtagadta a bűnüldöző szervekkel való együttműködést, nem működött együtt az igazságügyi szervekkel a Telegram működtetése kapcsán. A francia Nemzeti Csalás Elleni Hivatal (ONAF) felelőssé tette azért, hogy a titkosítási protokoll (MTProto) ki nem adásával megakadályozza a hatósági felügyelet gyakorlását. Állításuk szerint a moderálás hiánya ahhoz vezetett, hogy a Telegram a globális kábítószer-kereskedelem, kriptovaluta-forgalmazás, terrorizmus és pedofília ellenőrizhetetlen eszközévé vált.
A francia lépés ellen többen tiltakoztak, Tucker Carlson megjegyezte, hogy amit még Putyin sem mert megtenni a szólásszabadság megsértésének vádjától félve, azt egy nyugati ország megtette. Elon Musk véleménye szerint Durov példája csak a kezdet, a szólás- és információs szabadságnak vége. Oroszország és az Egyesült Arab Emírségek egyaránt diplomáciai segítséget ajánlott fel Durovnak, amit ő elutasított, de abba beleegyezett, hogy az emirátusi nagykövetséget folyamatosan tájékoztassák a helyzetéről.
Három nappal letartóztatását követően Durovot a francia bíróság szigorú bírói felügyelet mellett, ötmillió eurós óvadék ellenében feltételes szabadságra bocsátotta. Durov feltételes szabadlábra helyezését követő első nyilatkozatában azt mondta, hogy a platformja nem „anarchistaparadicsom”, letartóztatása pedig hiba volt, s bár a Telegram nem tökéletes, az azon folyó illegális tevékenységek miatt nem helyes, hogy őt büntetik. Avval magyarázta a bűnözők térnyerését, hogy a felhasználóik száma hirtelen ugrott meg 950 millióra, s ezzel nem tudtak lépést tartani. Kijelentette, hogy személyes célul tűzte ki maga elé azt, hogy ezen a téren a lehető leggyorsabban pozitív előrelépést érjenek el.
Már Durov nyilatkozata előtt a Telegram vezetői elnézést kértek, amiért az oldalukra is kikerültek azok a szexuális tartalmú deepfake képek és videók, amelyeket Dél-Koreában terjesztettek. A letartóztatási procedúrát követően a Telegram megváltoztatta a magánbeszélgetések moderálására vonatkozó előírásait és a korábbinál szigorúbb ellenőrzést vezetett be.

## Nézetei
Durov meggyőződése, hogy amint egy ügynökség ellenőrizhetetlenül megfigyelheti a magánjellegű kommunikációt, ez a hozzáférés hamarosan harmadik felek – korrupt bűnözők, hackerek, más országok ügynökei – kezébe kerül.
Durov többször kijelentette, hogy a Telegrammal nem az volt a célja, hogy meggazdagodjon. Számára életében minden arról szólt, hogy szabaddá váljon, küldetésének pedig azt tartotta, hogy lehetővé tegye, hogy más emberek is szabaddá váljanak.
A Telegram a 2022-es Ukrajna elleni invázióban is stratégiai információforrássá vált a szemben álló felek számára, de Durov kitartott amellett, hogy a Telegram semleges közösségi médiaplatform, és nem „geopolitikai szereplő”.
Durov magát libertáriánusként, antialkoholistaként és vegetáriánusként aposztrofálja. 2012-ben kiáltványokat, ún. „libertarianizmusokat” tett közzé, amelyekben részletezte az Oroszország megreformálására vonatkozó elképzeléseit. 2011-ben, huszonhetedik születésnapjára egymillió dollárt adományozott a Wikimédia Alapítványnak, amelynek alapítója és tiszteletbeli elnöke a szintén libertáriánus Jimmy Wales.
Durov azt állítja magáról, hogy aszketikus életmódot folytat, egyben a személyes tulajdontól való mentességet hirdeti.

## Magánélete
Durov volt élettársa és három gyermekének édesanyja a Svájcban élő Irina Bolgar. Durov a Bolgartól lévő három gyermekén kívül még kettőt ismer el jogilag.
Durov párizsi letartóztatásakor a 24 éves Julia Vavilova közösségi média influenszer barátnője volt még vele, aki aprólékosan dokumentálta a közösségi médiában közzétett bejegyzéseiben az azerbajdzsáni, kazahsztáni, üzbegisztáni útjaikat. Így az internetes nyomozóknak 2024-ben nem okozott gondot követni az utazásaikat, hiszen a TikTokra és az Instagramra Vavilova rendszeresen tett fel képeket. Vavilova Durov előző élettársának, a magyar influenszer Bakó Diánának a barátnője volt, aki 2024 őszén gyereket vár Durovtól.
Egy Telegram-posztban Durov azt állította, hogy több mint 100 biológiai gyermeke született spermadonációval, miután egy barátja azzal a kéréssel kereste meg, hogy adományozza spermáját egy IVF-klinikának, amit megtett. A klinika igazgatójának kérésére azonban, aki azt állította, hogy Durov „kiváló donor”, a Telegram főnöke beleegyezett, hogy rendszeresen jelentkezzen spermadonornak. A klinika, ahol feliratkozott spermaadományozónak, 2024-ben közölte vele, hogy 12 országban összesen 100 gyermek született az ő spermadonációja következtében. A klinika állítása szerint Durov lefagyasztott spermáit mind a mai napig használják a világ nagy IVF-klinikái.
Durov 2017-ben  csatlakozott a WEF Young Global Leaders szervezetéhez, Finnország képviselőjeként.

## Vagyona
Durov 2024 augusztusában a világ 121. leggazdagabb embere volt, 15,5 milliárd dolláros nettó vagyonnal szerepelt a Forbes magazin milliárdoslistáján. Vagyonát nagyrészt a Telegram tulajdonlásának köszönheti.

## Fordítás
Ez a szócikk részben vagy egészben  a   Pavel Durov című angol Wikipédia-szócikk ezen változatának fordításán alapul.  Az eredeti cikk szerkesztőit annak laptörténete sorolja fel. Ez a jelzés csupán a megfogalmazás eredetét és a szerzői jogokat jelzi, nem szolgál a cikkben szereplő információk forrásmegjelöléseként.